# Amphipyra tragopoginis
Amphipyra tragopoginis (tên tiếng Anh: Bướm đêm chuột) là một loài bướm đêm thuộc họ Noctuidae. Nó là một very widespread species with a miền Toàn bắc distribution.
Cánh trước màu tối đồng nhất với 3 điểm đen trong một tam giác. Cánh sau tối hơi về phía rìa. Sải cánh dài 32–40 mm. Tên gọi bướm đêm chuột là do chúng lủi đi khi bị quấy rầy chứ không bay. Tuy nhiên chúng bay rất khỏe và bị thu hút bởi ánh sáng, hoa nhiều mật hoa và đường ăn.

## Hình ảnh

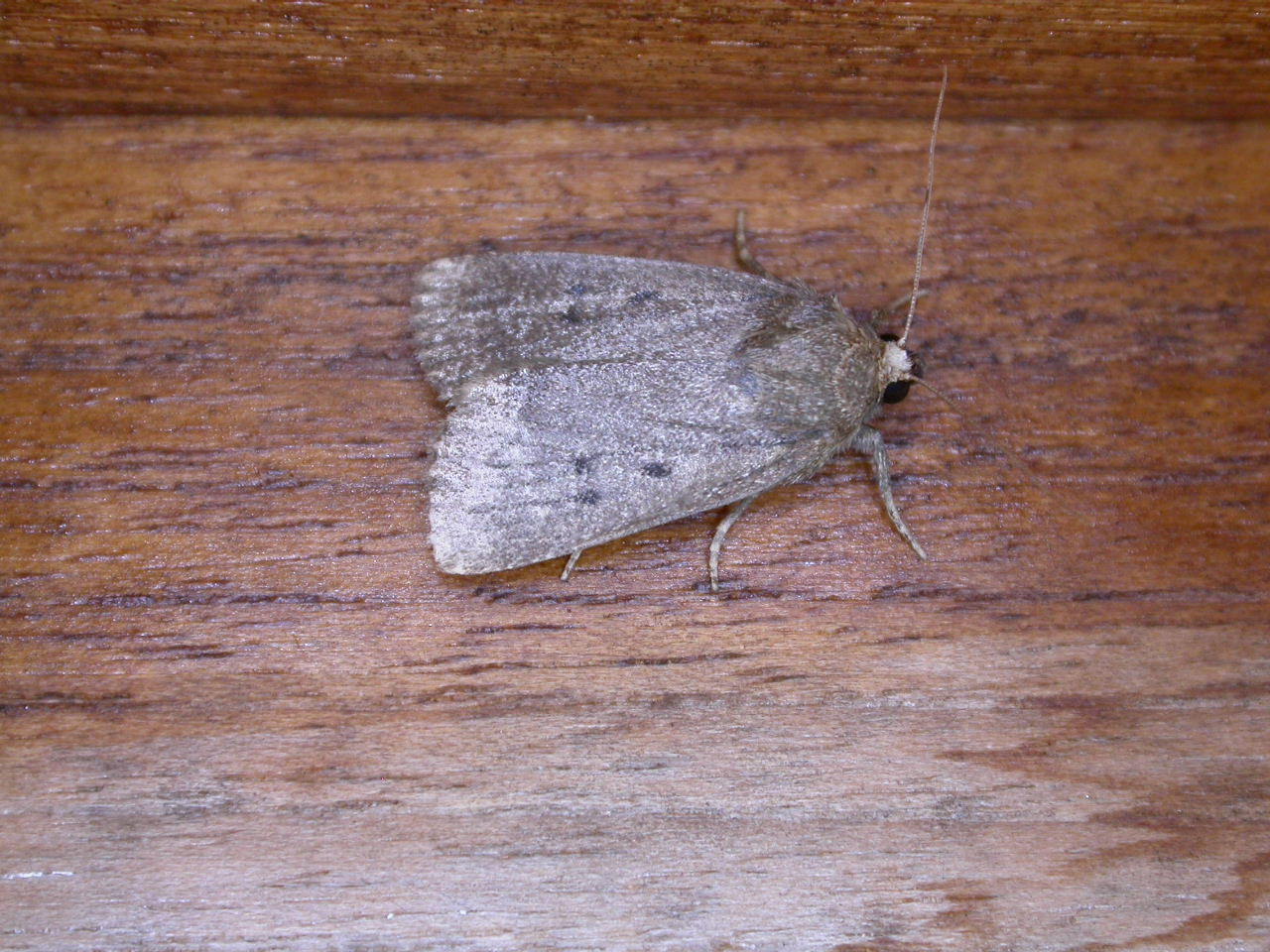
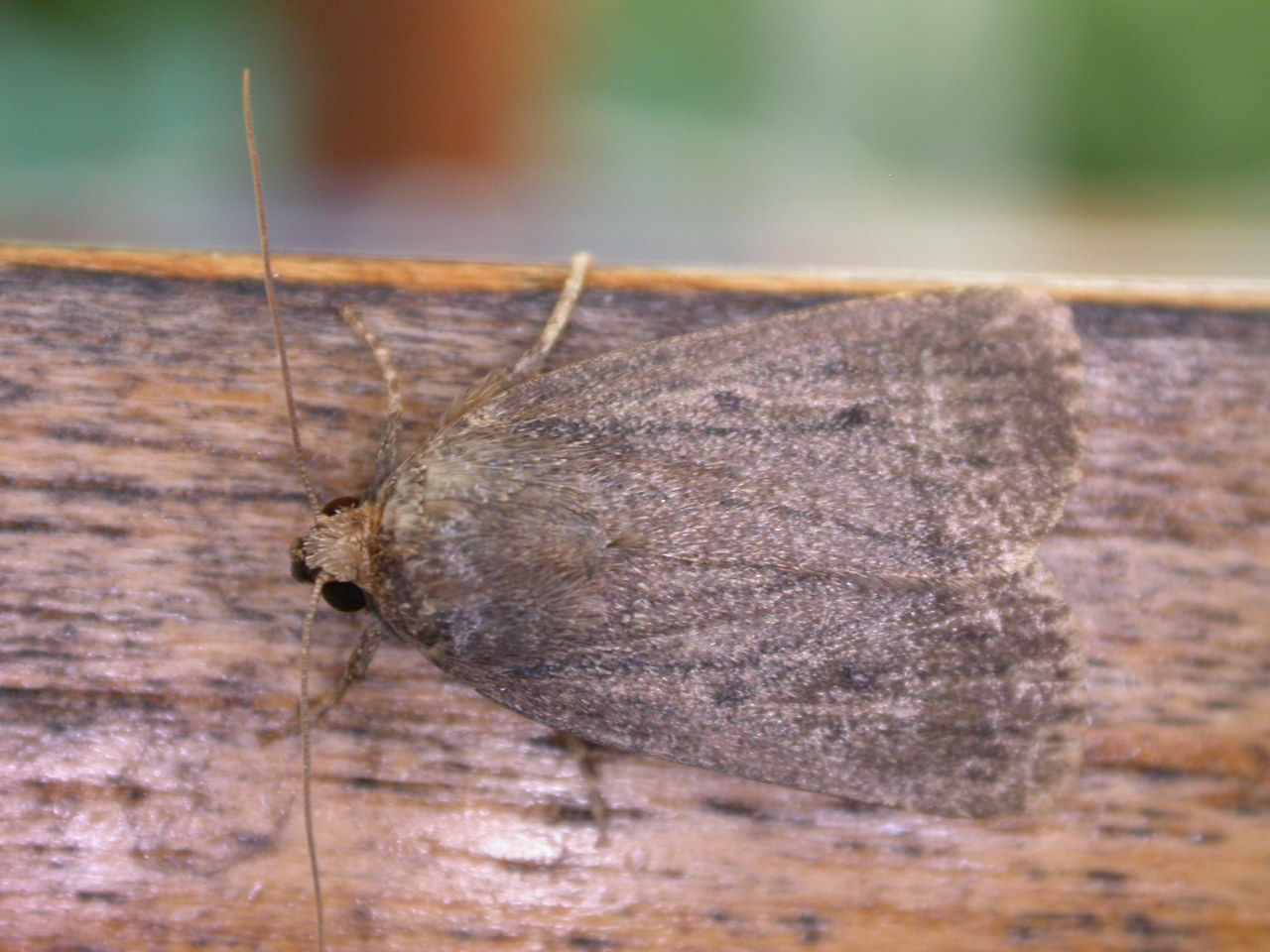
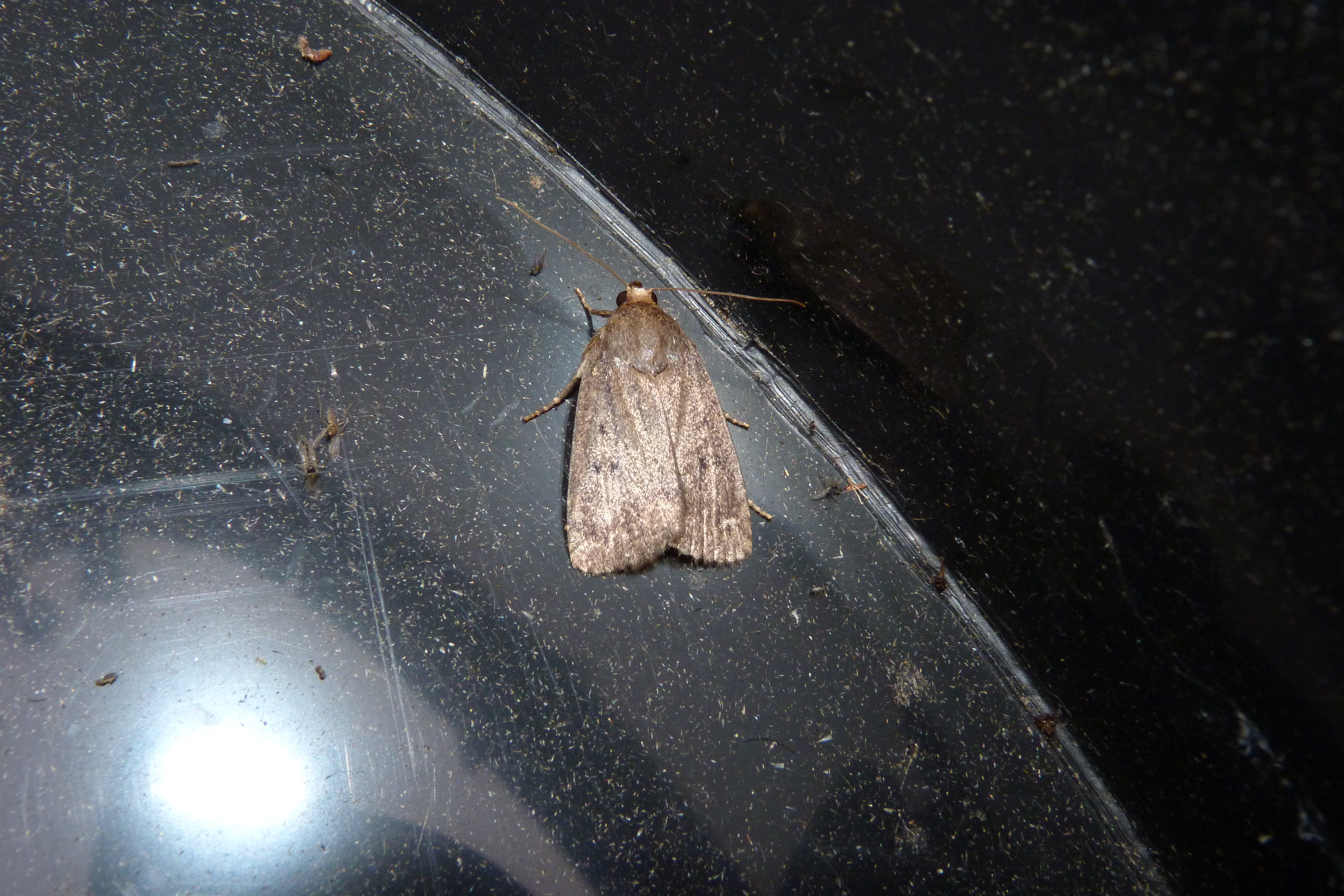
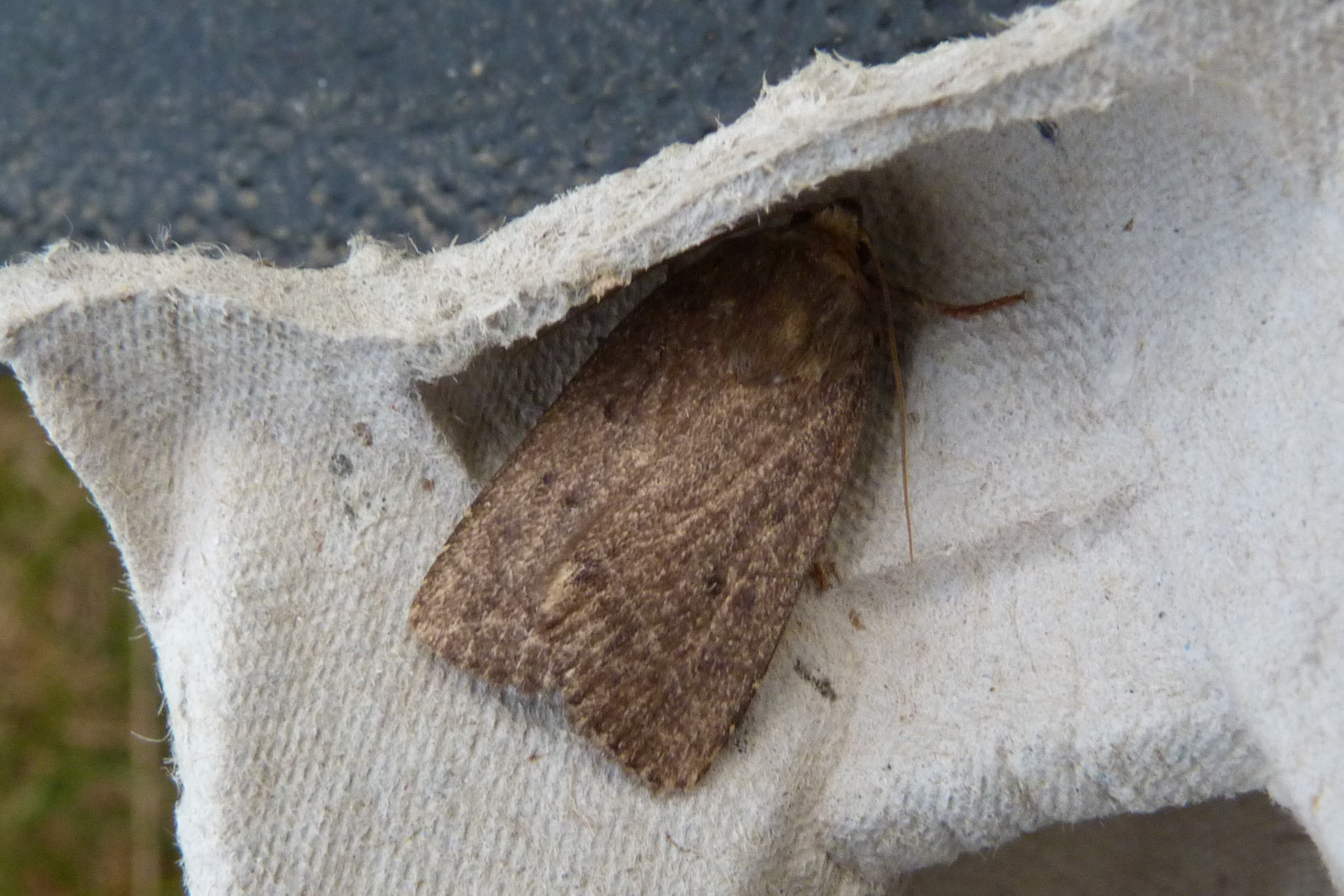

## Các cây thực phẩm được ghi nhận
- Aconitum
- Anthriscus - Cow Parsley
- Apocynum - Dogbane
- Aquilegia - Columbine
- Artemisia - Mugwort
- Campanula
- Cercis - miền đông Redbud
- Crataegus - Hawthorn
- Epilobium - Fireweed
- Foeniculum - Fennel
- Fragaria - Strawberry
- Galium
- Geranium - Cranesbill
- Ligusticum
- Linaria - Toadflax
- Melampyrum - Cow-wheat
- Mimulus - Monkey-flower
- Nicotiana - Tobacco
- Petroselinum - Parsley
- Plantago - Plantain
- Populus - dương
- Prunus
- Quercus - sồi
- Ribes - Redcurrant
- Rosa - Rose
- Rubus - Cloudberry
- Rumex
- Salix - liễu
- Sanguisorba - Salad Burnet
- Urtica - Nettle
- Vitis - Grape